# Vladimir Ashkenazy
Vladimir Ashkenazy có tên đầy đủ Vladimir Davidovich Ashkenazy (tiếng Nga: Влади́мир Дави́дович Ашкена́зи, tiếng Việt: Vla-đi-mia Đa-vi-đô-vic As-kê-na-zi), là người Iceland gốc Nga, nhạc trưởng và là một trong những nghệ sĩ dương cầm xuất sắc nhất thế giới qua mọi thời đại.

## Tiểu sử
Vladimir Ashkenazy sinh ngày 6 tháng 7 năm 1937, tại Gorky, Liên Xô, nay gọi là thành phố Nizhny Novgorod của Nga. 
- Cha của Vladimir là người gốc Do Thái, nhà soạn nhạc kiêm nghệ sĩ dương cầm ở Liên Xô, có tên tiếng Nga: Дави́д Влади́мирович Ашкена́зи (David Vladimirovitch Ashkenazi) sinh ngày 25 tháng 12 năm 1915, mất ngày 19 tháng 2 năm 1997), ông được phong là Nghệ sĩ Nhân dân Nga năm 1996. Mẹ của Vladimir là nữ diễn viên Yevstolia Grigorievna (tên khai sinh là Plotnova) thuộc gia đình Chính giáo Nga.[6]
- Vladimir bắt đầu chơi dương cầm từ năm sáu tuổi và được nhận vào Trường Âm nhạc Trung ương Nga năm tám tuổi.[2][3][7] Sau đó, Vladimir theo học tại Nhạc viện Moskva, nhanh chóng nổi tiếng trên Thế giới với giải nhì trong cuộc thi dương cầm Sôpen năm 1955, giải nhất trong cuộc thi âm nhạc Queen Elisabeth ở Brussels năm 1956 và giải nhất trong Cuộc thi âm nhạc quốc tế Tchaikovsky năm 1962.
- Năm 1961, Vladimir kết hôn với nữ nghệ sĩ dương cầm Iceland Þórunn Jóhannsdóttir, vốn là sinh viên Nhạc viện Moskva. Để kết hôn với Vladimir, thì Þórunn đã phải từ bỏ quốc tịch Iceland và tuyên bố rằng muốn sống ở Liên Xô. Tên của cô thường được phiên âm là "Thôrun", biệt danh của cô ấy là Dódý nên cô ấy được gọi là Dódý Ashkenazy.[4][5][7]
- Năm 1963, ông bà Ashkenazy quyết định rời Liên Xô, đến định cư tại Luân Đôn, nơi bố mẹ vợ của ông đang sinh sống. Sau đó, hai vợ chồng chuyển đến Iceland vào năm 1968 và đến năm 1972 thì Vladimir Ashkenazy trở thành công dân Iceland.[8]
- Đến năm 1978, ông bà và bốn người con (Vladimir Stefan, Nadia Liza, Dimitri Thor và Sonia Edda) chuyển đến Lucerne của Thụy Sĩ, sau đó một năm họ sinh người con thứ năm là Alexandra Inga. Con trai cả của ông bà là Stefan hiện là nghệ sĩ dương cầm, giảng viên tại Học viện Piano Quốc tế Imola. Con trai thứ hai của ông, Dimitri, là nghệ sĩ kèn clarinet.[9][10][11]

## Giải thưởng và vinh danh
- Giải nhì trong cuộc thi dương cầm Sôpen ở Vacxava, năm 1955.[12]
- Giải nhất trong cuộc thi âm nhạc Queen Elisabeth ở Bruxsl, năm 1956.
- Giải nhất trong Cuộc thi âm nhạc quốc tế Tchaikovsky tại Moskva, năm 1962 (chia sẻ với nghệ sĩ dương cầm người Anh John Ogdon).
- Giải thưởng Hanno R. Ellenbogen Citizenship Award, năm 2000 với chỉ huy Czech Philharmonic Orchestra (dàn nhạc giao hưởng Séc).
- Chủ tịch Hiệp hội Rachmaninoff Society.
- Giải thưởng Rachmaninov (Sergei Rachmaninov International Award).
- Huy chương Elgar Medal của Hiệp hội âm nhạc Elgar, năm 2019.[13]
- Giải Grammy cho nghệ sĩ độc tấu / hoà tấu nhạc cụ xuất sắc nhất tác phẩm Beethoven: The Piano Concertos (Vladimir Ashkenazy, Sir Georg Solti & Chicago Symphony Orchestra) năm 1974.
- Giải Grammy cho trình diễn nhạc thính phòng hay nhất

1. Năm 1979 Beethoven: Sonatas for Violin and Piano (Itzhak Perlman & Vladimir Ashkenazy)
2. Năm 1982 Tchaikovsky: Piano Trio in A minor (Vladimir Ashkenazy, Itzhak Perlman, Lynn Harrell)
3. Năm 1988 Beethoven: The Complete Piano Trios (Vladimir Ashkenazy, Itzhak Perlman, Lynn Harrell)

- Giải Grammy cho trình diễn độc tấu dương cầm hay nhất

1. Năm 1986 Ravel: Gaspard de la nuit; Pavane pour une infante défunte; Valses nobles et sentimentales
2. Năm 2000 Shostakovich: 24 Preludes and Fugues, Op. 87